# Francesco Colonnese
Francesco Colonnese (Potenza, Italia, 10 de agosto de 1971) es un ex-futbolista italiano, se desempeñaba como defensa polivalente y llegó a jugar en clubes como el Inter de Milán, la AS Roma o la SS Lazio.

## Biografía
Empezando en los ya desaparecidos clubes Potenza SC y Giarre FC, Colonnese empezó a despuntar jugando en el modesto US Cremonese. Para la temporada 1994-95, Colonnese fichó por la AS Roma, aunque su rendimiento sería muy decepcionante, contando apenas para el entrenador Carlo Mazzone.
En 1995, Colonnese se marchó cedido por dos temporadas al Napoli, donde tras demostrar su buen hacer, fichó en 1998 por el Inter de Milán, uno de los grandes de Italia. Con el club neroazzurro, ganaría la copa de la UEFA de 1998. Tras su etapa interina, Colonnese se marchó al SS Lazio, donde apenas llegó a jugar, retirándose en 2006 en el AC Siena.
Colonnese llegó a jugar con las secciones Sub-21 y Sub-23 de la selección de fútbol de Italia, pero jamás llegó a debutar con la absoluta.

## Clubes
| Club           | País   | Año         | Partidos | Goles |
| Potenza SC     | Italia | 1989 - 1991 | 34       | 0     |
| Giarre FC      | Italia | 1991 - 1992 | 22       | 0     |
| US Cremonese   | Italia | 1992 - 1994 | 66       | 0     |
| AS Roma        | Italia | 1994 - 1995 | 5        | 0     |
| SSC Napoli     | Italia | 1995 - 1997 | 47       | 0     |
| Inter de Milán | Italia | 1998 - 2000 | 56       | 2     |
| SS Lazio       | Italia | 2000 - 2004 | 12       | 0     |
| AC Siena       | Italia | 2004 - 2006 | 34       | 1     |

- Datos: Q1872532
- Multimedia: Francesco Colonnese / Q1872532